# Beat Husi
Beat Husi (* 30. Dezember 1952) von Kilchberg ZH und Wangen bei Olten ist ein Schweizer Jurist.

## Leben
Husi wohnt in Langnau am Albis und war für die CVP einige Jahre Gemeinderat in Kilchberg.

## Beruf
Nach dem Besuch des Gymnasiums begann er ein Studium der Rechtswissenschaft an der Universität Zürich, das er im Jahr 1976 abschloss. Während der Jahre 1977 bis 1980 arbeitete er als Assistent am Rechtswissenschaftlichen Seminar der Universität Zürich. Danach war er bis 1980 Auditor und Gerichtssekretär am Bezirksgericht Horgen. Ab 1982 arbeitete er als Sekretär der ersten Zivilkammer am Obergericht des Kantons Zürich sowie als Sekretär der Aufsichtskommission über die Rechtsanwälte. Im Jahr 1985 erwarb er das Rechtsanwaltspatent. Zwischen 1987 und 1995 war er im Gesundheits- und Wirtschaftsamt der Stadt Zürich tätig, ab 1988 als Zentralsekretär und ab 1992 als Erster Zentralsekretär.

### Staatsschreiber
Husi war von 1995 bis Anfang 2018 Staatsschreiber für den Zürcher Regierungsrat. Sein Vorgänger im Amt war Hans Roggwiller. Husi war der achte Staatsschreiber seit Gottfried Keller.
Der Staatsschreiber ist der administrative Leiter der Staatskanzlei. Der Regierungsrat wählt den Staatsschreiber, dieser ist dem Regierungspräsidenten oder der Regierungspräsidentin unterstellt. Seine Funktionen umfassen die Beratung und Unterstützung der Regierung, zusammen mit seinen Mitarbeitern die Vorbereitung der wöchentlichen Regierungsratssitzung und die Prüfung der Anträge der Direktoren in rechtlicher und sprachlicher Gültigkeit. Zudem nimmt er an der Regierungsratssitzung teil. Die gefällten Beschlüsse werden anschliessend protokolliert und verarbeitet.